# 후카자와 곤파치
후카자와 곤파치 (深沢 権八, ふかざわ ごんぱち, 1861-1890)는 카나자와현 후카마치 무라의 나누시였다. 치바 타쿠사부로가 이츠카이치헌법을 만들 수 있도록 지원했다.

## 약력
1961년 후카자와무라의 나누시名主였던 후카자와 나오마루深沢生丸의 장남으로 태어났다. 1873년 아츠카이치초의 네개 마을(五日市、入野、深沢、館屋)에 만들어진 권능학사観能学舎 1기생으로 입학했다. 1874년 대구소구제大区小区制가 시행되어 후카마치무라의 대의사代議士가 되었고 1876년에 무라요가카리(촌장)가 되었다.
1880년 이츠카이치시에 학예강담회를 만들며 간사로 이름을 올렸다. 자유민권운동가들의 옆에서 시를 썼는데 치바 타쿠사부로가 1883년 죽었을 때 장례식을 집행하며 추모시를 남겼다.
곤파치는 아버지의 교육방침에 따라 지역의 지식인이 되었다. 그의 학습노트를 보면 철학이나 사색을 좋아한 인물이었다. 소크라테스, 이마누엘 칸트, 존 스튜어트 밀 등 서양 사상가도 알고있었다. 이츠카이치로 들어온 치바와 만난 것은 1875년 무렵으로 치바는 다양한 지적 배경을 가진 사람이었다. 학문을 좋아한 후카자와 부자는 그의 지지자가 되었고 나누시의 경제력을 바탕으로 여러 책을 구입하여 치바에게 제공했다.
후카자와는 에도 시대에 천인도신千人同心으로 일했기 때문에 산림을 꽤 소유하여 유복했다. 또 조부인 清水茂平가 혼인을 잘 맺어 그것으로 筏師の元締가 되었기 때문에 재산을 모을 수 있었다. 그 재력을 살려 후카자와 부자는 상경할 때마다 책을 사모았다. 책은 창고에 보관하여 사설도서관에 가까운 형태였다. 후카자와가의 창고에서는 훗날 이츠카이치헌법 외에도 장서 200여권, 후카자와와 치바의 메모와 기타 도서 170권 등 370여권의 책이 발견되었다. 내용은 종교, 역사, 의학, 예술, 소설 등 다방면이었고 정치, 법률서적이 30% 이상이었다. 당시의 주요 언론인 요코하마 마이니치 도쿄니치니치 신문 등도 모아두었다. 학예강담회 회원들은 이 장서들을 자유롭게 이용할 수 있었다.
1884년 건강이 악화되는 와중에 헌천교회憲天教会를 만들었고 지역의 자주적 공중위생운동조직인 協立衛生義会의 간사가 되었다. 1888년 카나가와현 의원으로 선출되었으나 1890년 29세로 사망했다.

## 참고 문헌
- 메이지의 문화(이로카와 다이키치) : 4장 한시문학과 변혁사상 편에 후카자와 곤파치의 입장과 한시의 유행이 서술되어있음
- 岡村繁雄 『草莽の譜　五日市憲法とその周辺』 (かたくら書店 1967年) 37~40頁
- 「五日市憲法草案の碑」記念誌編集委員会『「五日市憲法草案の碑」建碑誌』(五日市役場 1980年) 29~33頁
- 鈴木富雄 『今、五日市憲法草案が輝く』 (広木捷紀 2008年) 30~32頁
- 伊藤始・杉田秀子・望月武人 『五日市憲法をつくった男・千葉卓三郎』 (くもん出版 2014年) 65~79頁
- あきる野市 『あきる野市デジタルアーカイブ』 2007年　(http://archives.library.akiruno.tokyo.jp/index.html 보관됨 2018-03-20 - 웨이백 머신, 2017年5月7日最終閲覧)
- 上田正昭他『日本人名大辞典』講談社、2001年。